# Wilhelm von Brehmer
Wilhelm Georg Baptist Alexander von Brehmer (* 24. Januar 1883 in Minden; † 22. Oktober 1958 oder 22. Oktober 1959 in Kassel) war ein deutscher Biologe, der sich, ohne selbst Arzt zu sein, mit Alternativmedizin beschäftigte. Er arbeitete insbesondere über Viruserkrankungen bei Pflanzen und Tieren.
Bekannt wurde von Brehmer durch seine damals umstrittenen und mittlerweile widerlegten Ansichten und Hypothesen zur Krebsentstehung und zum Pleomorphismus von Mikroorganismen (insbesondere Propionibacterium acnes). Ein in alternativmedizinischen Kreisen verwendeter Bluttest ist nach ihm und einer von ihm entwickelten Färbetechnik benannt: die Dunkelfeld-Blutdiagnostik nach von Brehmer. Diese soll zur Früherkennung von Krebserkrankungen geeignet sein. Ein wissenschaftlicher Nachweis für die Eignung ist bis heute nicht bekannt.
Er war vor dem Ersten Weltkrieg auch rege botanisch tätig, sein Autorenkürzel lautet hier Brehmer.

## Leben
Von Brehmer schloss 1909 ein Kiel und Berlin absolviertes Studium der Biologie ab und promovierte als Dr. phil in Berlin (Über die systematische Gliederung und Entwicklung der Gattung Wahlenbergia in Afrika). Er wurde vorher als Apotheker approbiert.
Er war ab 1913 Assistent im Botanischen Institut von Berlin und nahm 1915 bis 1918 als Freiwilliger im Ersten Weltkrieg teil. 1922 kehrte er zum Institut zurück und wurde 1924 Leiter der pathologisch-anatomisch-mikrobiologischen Laboratorien der Biologischen Reichsanstalt in Berlin-Dahlem. Ab dem 1. November 1933 war er Regierungsrat an der Reichsanstalt. Im Zeitraum 1934/1935 leitete er das Nürnberger Theresien Krankenhaus (Paracelsus-Institut). Zum Jahresende 1937 beendete er seine Tätigkeit an der Biologischen Reichsanstalt und trat er auf eigenen Wunsch unter Verweis auf gesundheitliche Gründe in den Ruhestand. Dem waren Vorwürfe des Betrugs und des Plagiats vorausgegangen, die sich um die Lizenzierung eines angeblichen Mittels gegen Maul- und Klauenseuche drehten, aber 1940 mangels ausreichender Nachweise eingestellt wurden. Nachdem er aus dem Staatsdienst ausgeschieden war, leitete er von 1938 bis 1943 das Forschungslabor für Blut- und Geschwulstkrankheiten in Berlin, 1944 bis 1946 das Institut für Geschwulst- und Infektionskrankheiten in Groß Glienicke. 1947 gründete er die Internationale Freie Akademie für Virus- und Krebsforschung in Bad Kreuznach.

## Hypothesen und Forschung
Besondere Aufmerksamkeit schenkte von Brehmer pH-Wert-Messungen des Blutes, insbesondere Messungen des pH-Werts direkt am Probanden, also nicht in Blutproben, da er davon ausging, dass ein Luftkontakt des Blutes diesen Messwert verfälschen würde. Er setzte dazu ein vom Berliner Ingenieur Bocheler entwickeltes Sanguimeter ein, das intravasale pH-Wert Messungen ermöglichte. Von Brehmer war auch der Meinung, dass der pH-Wert des Blutes abhängig vom Lebensalter des Menschen sei und dieser Wert sich zur Diagnostik von Krankheiten, insbesondere Krebserkrankungen, eigne. Bei Krebspatienten wäre seiner Meinung nach stets ein zu hoher pH-Wert zu messen.
1928 identifizierte von Brehmer im Blut einen Mikroorganismus, den er „Siphonospora polymorpha“ nannte. Dieser soll im Jahre 1960 als Corynebacterium parvum klassifiziert worden sein. In der Folge wurde dieser Keim, der Bestandteil der Hautflora ist, später als Propionibacterium acnes bezeichnet, da er eine Rolle bei der Akne spielt. Die Bezeichnung „Siphonospora polymorpha“ wurde international nie anerkannt.
Zum Nachweis entwickelte er eine geeignete Färbung für Bluttests. Von Brehmer berichtete über auffällige Veränderungen der Form dieser Bakterie in Anhängigkeit zum pH-Wert. In Folge beschrieb er verschiedene Erscheinungsformen der Bakterie. In den verschiedenen Wachstumsformen dieser Bakterie sah v. Brehmer eine Analogie zu Zellveränderungen bei der Entstehung von Tumoren. Hohe pH-Werte und höher entwickelte Wachstumsformen von „Siphonospora polymorpha“ wären Zeichen für die Krebsentstehung. Von Brehmer war der Meinung, dass diese Bakterie in einem Zusammenhang zur Entstehung von Krebs stehen würde und veröffentlichte seine Thesen Anfang der 1930er Jahre. Seine Ansicht zu Krebs als Infektionskrankheit stieß auf heftigen Widerstand in Wissenschaftskreisen. Wissenschaftliche Überprüfungen in den Folgejahren (1933 und 1934) ergaben keinerlei krebsauslösende Potenz für „Siphonospora polymorpha“.

## Therapeutische Konzepte
Von Brehmer entwickelte in seiner Nürnberger Zeit aus „Siphonospora polymorpha“-Kulturen ein Medikament (als Siphonospora Vaccine bezeichnet), das er zur Therapie bei Krebspatienten, aber auch Rheumatikern als geeignet ansah. Handelsnamen waren Toxinal und Arthrisinal U. Zusätzlich zur Einnahme von Medikamenten sollte dabei auf den pH-Wert und die Ernährung der Patienten Einfluss genommen werden.

## Dunkelfeld-Blutdiagnostik nach von Brehmer
Dunkelfeldmikroskopisch wird hierbei in Ölimmersion eine Blutprobe des Patienten nach von Brehmer gefärbt, oder sie bleibt ungefärbt, und diese wird auf Propionibacterium acnes im Plasma bzw. in den Erythrozyten getestet. Die Begutachtung von Wachstumsformen der Bakterie soll Hinweise auf ein mögliches Krebsleiden geben.
Einen wissenschaftlichen Nachweis für die Eignung gibt es nicht.
Da Propionibacterium acnes ein typischer Bestandteil der Hautflora ist, ist es im Rahmen der Blutabnahme leicht möglich diesen Keim mit in den Ausstrich zu verschleppen.

## Werke
- Krebs – eine Erregerkrankheit. In: Fortschritte der Medizin. Jg. 50, Nr. 12, 1932, ISSN 0015-8178, S. 697–698.
- Die Messung der Wasserstoffionenkonzentration (pH-Wert) im Organismus, eine neue diagnostische Methode. In: Die Medizinische Welt. Jg. 7, Nr. 49, 1933, ISSN 0025-8512, S. 1737–1740.
- „Siphonospora polymorpha“ nova spezies, ein neuer Mikroorganismus des Blutes und seine Beziehungen zur Tumorgenese. In: Die Medizinische Welt. Jg. 8., Nr. 34, 1934, S. 1179–1185.
- Siphonospora polymorpha v. Br. in ihrer Bedeutung für Blut- und Geschwulstkrankheiten unter besonderer Berücksichtigung des Krebs. Beweisführung der ursächlichen Pathogenese der Krebskrankheit durch die Siphonospora polymorpha v. Br. Linck-Verlag Hermann Linck, Haag/Amper 1947.